# Timo Großpietsch

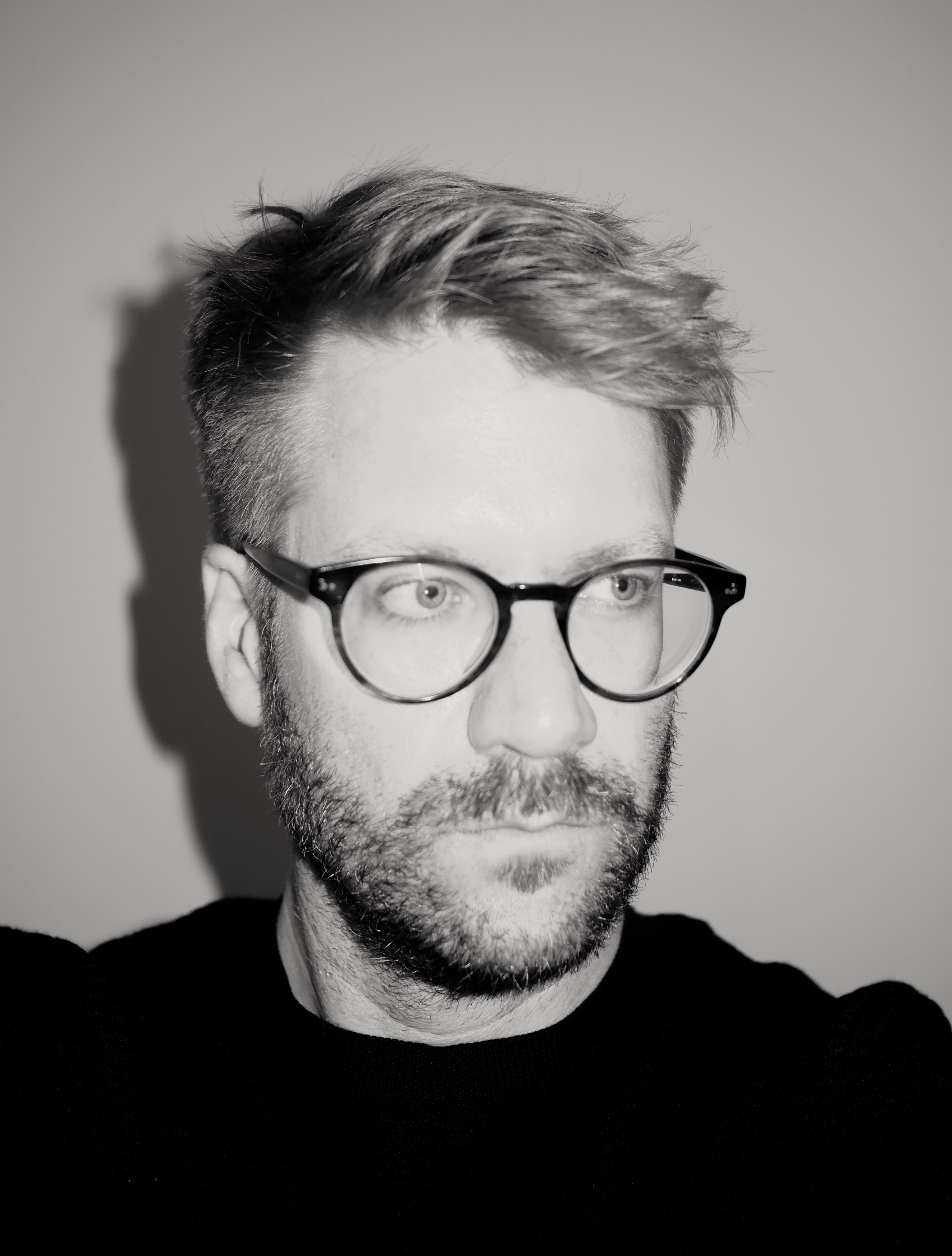
Timo Großpietsch (2019)

Timo Großpietsch (* 12. September 1977 in Hamburg) ist ein deutscher Journalist und Dokumentarfilmer.

## Leben
Timo Großpietsch studierte Medienwissenschaften und Volkskunde an der Universität Hamburg und Fotografie und Dokumentarfilm an der Hochschule für bildende Künste Hamburg. Danach volontierte er beim NDR. Er arbeitete als Autor beim Medienmagazin Zapp, bevor er als Dokumentarfilmer und Videojournalist in die Dokumentation- und Reportage-Abteilung des NDR wechselte. Er erhielt für seine filmischen Arbeiten diverse Preise und Auszeichnungen.
Neben seiner Arbeit als Redakteur und Dokumentarfilmer nimmt Großpietsch Lehraufträge an Universitäten im Bereich Dokumentarfilm wahr und arbeitet zusätzlich als Trainer für Film, Fernsehen und Videojournalismus. Er ist Mitglied im Gremium „Director’s Cut“ der MOIN Filmförderung Hamburg Schleswig-Holstein.
Sein Film Könige der Welt, wo er neben Christian von Brockhausen Regie führte, feierte 2017 Premiere auf der Berlinale.  Dokumentarfilme wie Der Schneekönig, Nachtschicht, Stadt oder Die Kinder von Berne hatten Premiere auf dem Filmfest Hamburg. Sein Film Land wurde unter anderem auf das Dokumentarfilmfestivals München eingeladen. Weitere Bekanntheit wurde Großpietsch im März 2021 im Zuge des Skandals um den als Dokumentation verkauften Spielfilm Lovemobil von Elke Lehrenkrauss zuteil, dessen Redakteur er war. Auch bei den Dokumentarfilmen Seawatch3 (erhielt den Grimme-Preis 2020), Der Motivationstrainer (Internationale Hofer Filmtage, 2017) und Familienleben (Berlinale 2018) hatte er die Redaktion. Des Weiteren zeichnet er für die Doku-Serie Kevin Kühnert und die SPD verantwortlich für dessen Redaktion er 2022 den Deutschen Fernsehpreis erhielt.
2022 erhielt sein Dokumentarfilm Land einen der beiden Hauptpreise (Kategorie: „Bester Film - Mensch und Natur“) des Deutschen Naturfilmpreises. Die Auszeichnung des Landes Mecklenburg-Vorpommern ist mit 10.000 Euro dotiert. Der Film wurde 2023 zudem als bester innovativer Film auf dem Green Screen Naturfilmfestivals ausgezeichnet.

## Filmographie (Auswahl; Buch/Regie/Kamera)
- 2020: Land (Musik: Vladyslav Sendecki)[16][17][18][19]
- 2020: Kontaktsperre (zusammen mit Christian von Brockhausen)[20]
- 2016: Könige der Welt[21] (zusammen mit Christian von Brockhausen)
- 2016: Lehrkraft im Vorbereitungsdienst[22]
- 2015: Stadt (Musik: Vladyslav Sendecki)[23]
- 2013: Das späte Glück der Sandra K. (zusammen mit Hans-Jürgen Börner)[24][25]
- 2012: Der Schneekönig[26] (zusammen mit Johannes Edelhoff)
- 2011: Nachtschicht[27]
- 2011: Kinderjahre
- 2010: Die Kinder von Berne[28][29][30]
- 2010: Herr Lengwenus[31][32]
- 2009: Der Schulleiter[33][34]
- 2008: Die Kindheitslosen[35][36]

## Betreute Filme als Redakteur
- 2024: Born to Be Wild – Die Band Steppenwolf, Dokumentarfilm[37][38][39]
- 2023–2026: Kinderleben, Dokumentarfilm[40][41]
- 2023: Für immer, Kinodokumentarfilm[42][43][44]
- 2023: Hiphop – Made in Germany, Dokuserie[45][46]
- 2023: Heaven Can Wait – Wir leben jetzt, Kinodokumentarfilm[47][48][49]
- 2023: FCK 2020 – Zweieinhalb Jahre mit Scooter, Kinodokumentarfilm[50][51][52]
- 2022: Dear Memories, Dokumentarfilm[53][54][55][56]
- 2022: One in a Million, Kinodokumentarfilm[57]
- 2021: Kevin Kühnert und die SPD, Dokumentarfilm[58][59][60]
- 2021: Adam & Ida – Die lange Suche der Zwillinge, Dokumentarfilm[61][62][63]
- 2021: Der Atem des Meeres, Dokumentarfilm[64]
- 2020: Vor mir der Süden, Dokumentarfilm[65]
- 2020: Atomkraft Forever, Kinodokumentarfilm[66][67]
- 2020: Alles, was man braucht, Kinodokumentarfilm[68]
- 2020: Soldaten, Dokumentarfilm[69]
- 2019: Das Ende der Welt, wie wir sie kennen, Dokumentarfilm[70]
- 2019: Yes She Can, Dokumentarfilm[71]
- 2019: SeaWatch 3, Dokumentarfilm[72][73]
- 2019: Homs und Ich, Dokumentarfilm[74]
- 2019: Die Götter von Molenbeek, Dokumentarfilm
- 2019: Everything will change, Kinospielfilm[75]
- 2019: Alles ist eins, außer der 0, Kinodokumentarfilm[76]
- 2019: Die letzten Reporter, Dokumentarfilm[77]
- 2019: Die Verwandlung, Dokumentarfilm[78]
- 2018: Hidden City, Dokumentarfilm[79]
- 2018: Cicero – Zwei Leben, eine Bühne, Dokumentarfilm[80]
- 2018: Wir alle. Das Dorf, Dokumentarfilm[81]
- 2017: Wildes Herz, Dokumentarfilm[82]
- 2017: Usedom – Der freie Blick aufs Meer, Dokumentarfilm[83][84][85]
- 2017: Der Motivationstrainer, Dokumentarfilm[86]
- 2017: Familienleben, Dokumentarfilm[87]
- 2017–2018: Bernd – Bilder eines angekündigten Todes, Dokumentarfilm[88]
- 2015–2019: Lovemobil, Dokumentarfilm[89]
- 2004–2018: Gestorben wird Morgen, Dokumentarfilm[90]

## Bücher
- mit Olaf Jacobs: Journalismus fürs Fernsehen. Dramaturgie, Gestaltung, Genres. Springer VS, Heidelberg 2015, ISBN 978-3-658-02416-1.

## Auszeichnungen
- 2023: Green Screen Festival Preis in der Kategorie „Bester innovativer Film“ für Land. Autor, Regisseur, Kamera.[91]
- 2022: Deutscher Naturfilmpreis in der Kategorie „Bester Film - Mensch und Natur“ für Land. Autor, Regisseur, Kamera.[92][93]
- 2022: Deutscher Fernsehpreis für die Dokumentarserie über Kevin Kühnert. Funktion: Redakteur.[94][95]
- 2021: Erich-Klabunde-Preis für Kontaktsperre. Zusammen mit Christian von Brockhausen. Autor, Regisseur, Kamera.[96][97]
- 2017: Medienpreis der Telekom-Stiftung für Lehrkraft im Vorbereitungsdienst. Autor, Regisseur, Kamera.[98]
- 2017: Lobende Erwähnung des Erich-Klabunde-Preises für Stadt. Autor, Regisseur, Kamera.[99]
- 2010: Erich-Klabunde-Preis für Der Schulleiter. Autor, Regisseur, Kamera.[100][101]
- 2010: Axel-Springer-Preis für Der Schulleiter. Autor, Regisseur, Kamera.[102]